# Konzervacija podmorskih arheoloških nalaza
Konzervacija podmorskih arheoloških nalaza je čin zbrinjavanja predmeta kulturne baštine s potopljenih brodova ili u more palih ili srušenih aviona. 
Bez primjerene konzervacije ovi bi predmeti ubrzo nakon vađenja propali te bismo tako ostali bez važnih povijesnih podataka. U principu konzervaciju odnosno zbrinjavanje ovih predmeta provode arheolozi ili konzervatori restauratori specijalizirani za ovu vrstu materijala. Konzervacija je često dugotrajna i skupa, tako da nerijetko nadilazi vrijednost samog predmeta. 

## Temeljni principi
Predmeti izvađeni iz mora u principu su vrlo osjetljivi i ubrzo po istom počinje njihovo propadanje. Ako ih se ne konzervira na primjeren način spomenuto je propadanje vrlo brzo. Organski predmeti bez primjerenog tretmana mogu čak propasti u nekoliko sati nakon vađenja. Kosti, keramika i staklo nešto su manje podložni spomenutom, odnosno rečeni je proces kod njih nešto sporiji, zavisno o starosti istih. Konzervacija mora biti integralni dio svakog arheološkog istraživanja, naročito kod predmeta izvađenih iz slane ili slatke vode. Kako se ovi predmeti vremenom zasite morskom solju jedan od najvažnijih postupaka je odsoljavanje nalaza.

### Konzerviranje podmorskih nalaza po vrsti materijala

#### Kost i slonovača
Vidi članak Konzervacija predmeta od bjelokosti, kosti i rožine
Oko 70 % sastava kosti čine anorganski materijali, dok je ostatak osein koji čini najmanje 30 %. Od anorganskih su materijala tu prije svega kalcijev fosfat i razni karbonati i fluoridi.

##### Čišćenje

###### Uklanjanje topivih soli
Kost i slonovača natopljeni slanom vodom upijaju topive soli te iste po vađenju i sušenju izlaze na površinu. Zbog kristalizacije površina predmeta može biti teško oštećena. U nekim slučajevima javljaju se i oštećenja nastala hidrolizom, kalcitne tvari koje preostaju mogu potom dovesti do okamenjivanja objekata. Topive se soli dakle moraju ukloniti, kako bi predmete sačuvali i stabilizirali. U ovu se svrhu najčešće koristi voda. 

###### Uklanjanje mrlja
Treba preferirati mehaničko uklanjanje, no ako moramo koristiti kemijske metode tada kost mora biti prethodno natopljena vodom.

##### Impregnacija i sušenje
Najčešće se za dehidraciju koristi serija alkoholnih kupki. Kod nestabilnih predmeta iste prvo natopimo 50 % otopinom PVA. Slonovača zahtijeva postupniji i dulji postupak. 

#### Staklo
Vidi članak Konzervacija stakla
Staklo je u principu najvećim dijelom sačinjeno od silikata (oko 70%). Osim njih sadrži i određen postotak alkalnih materija te topitelja, kao i vrlo malo bojitelja, najčešće metalnih oksida. 

##### Konzervacija
U principu površinsku koroziju ne uklanjamo s arheološkog stakla, uklanjanje iste može znatno stanjiti stijenke predmeta.

##### Čišćenje
Kod jako oštećenih objekata iste treba prvo konsolidirati a tek potom čistiti. Naslage se uklone pomoću meke četke ili kista, te skalpela i tampona vate, no staklo mora biti mokro kod čišćenja. Obojena i oslikana mjesta treba kod toga zaštititi slojem Paraloida B 72. Naslage oksida se također uklone skalpelom ili kemijski. No u principu je iste ponekad bolje ostaviti na predmetu. Kalcitne naslage uklanjamo skalpelom, predmet opet mora biti mokar. 

###### Uklanjanje topivih soli
Najčešće se koristi uranjanje u destiliranu ili vodovodnu vodu, ovisno o količini soli u staklu

##### Ljepljenje
Najčešće se koristi Paraloid B 72 ili Araldit 2020, s time da je taj posljednji ireverzibilan, tako da prednost treba dati Paraloidu, i to usprkos sporijem i složenijem načinu rada. 

#### Koža
Vidi članak Konzervacija kože
Koža je porozni materijal dobiven preradom životinjske kože. U morskoj vodi ista propada zbog hidrolize kolagena. 

##### Čišćenje
Obavezno se u otopine za čišćenje dodaje antiseptike, poput primjerice timola ili lizola. Mrlje od metalnih oksida najčešće se uklone s otopinom EDTA ili amonij citratom( pH 9 za bakar, pH 3, 5 za željezo! ). 

###### Uklanjanje topivih soli
Koristi se voda koju periodički mijenjamo, zavisno o količini izlučene soli. 

###### Stabilizacija
Pod ovim podrazumijevamo dehidraciju predmeta, te potom natapanje istih pomoću PEG otopine, te primjenu silikonskog ulja ili smrzavanja. Nekada rado korištena dehidracija otapalima se danas više ne prakticira. 

#### Metali
Vidi Članak Konzervacija metala

##### Konzervacija
Konzervacija metalnih predmeta uvelike zavisi o stupnju oštećenosti odnosno opsegu korozije istih. Prije primjene konzervatorskih postupaka bitno je biti svijestan kako vrste korozionih produkata tako i uvjeta u kojima su isti nastali. Ove su spoznaje pak bitne kod odabira za objekt primjerenog konzervatorsko restauratorskog postupka. Predmeti u principu u moru korodiraju do točke kada dosegnu uravnoteženost s okolišem u kojem se nalaze. Potom metalni predmeti postaju stabilni sve do trenutka nove promjene u njihovom okolišu.  
Čisto zlato obično podnosi dugo izlaganje podmorskom ili vodenom okolišu bez nekih promjena, no manje plemeniti metali u ovim uvjetima lako korodiraju. Srebrni objekti postaju izrazito lomljivi te se na njima formiraju i slojevi taložno korozionih naslaga. Bakar, mjed i bronca dobivaju sjajnu površinu prekrivenu mikroskopskim udubljenjima nastalim zbog korozije, te se također prevlače i slojem pomenutih naslaga, kao i crnim ili zelenim korozionim slojevima. Željezo i čelik stvaraju debele korozione kore koje potpuno prekriju objekt. Dakako svim ovim oblicima korozije još dodatno doprinose i kako mikroskopski tako i makroskopski živi organizmi. 

##### Čišćenje
Proces čišćenja metalnih predmeta izvađenih iz mora zavisi o stupnju korodiranosti, te živim organizmima ili naslagama na objektima. Brojne su metode koje se tu mogu primijeniti, najčešće se koriste razne tehnike mehaničkog ili kemijskog te elektrokemijskog čišćenja. Ultrazvuk, laser i plazma ovdje se rjeđe koriste. 

#### Keramika i kamen
Vidi Članak Konzervacija keramike i porculana
Vidi Članak Konzervacija kamena
Keramika je u stvari glina koja je zbog pečenja na manje ili više visokoj temperaturi postala tvrda i čvrsta. Gline nastaju raspadanjem stijena od feldspata. 
Kamenje pak djelimo na vulkansko (bazalt, granit), sedimentno(vapnenac, pješčenjak) i metamorfno(mramor, škriljevac, gips itd). 

##### Čišćenje
Čišćenje keramike i kamena se u pravilu izvodi ili mehanički ili kemijski. Također ovisi o stanju očuvanosti kao i stupnju obraštenosti morskim organizmima. 

###### Uklanjanje topivih soli
Uklanjanje topivih soli odnosno odsoljavanje vršimo u čistoj vodi koju u određenim vremenskim razmacima mijenjamo, u principu u početku češće a kako se količina soli u predmetu smanjuje rjeđe. Prvo koristimo običnu vodu a kasnije destiliranu. Proces mora biti postupan, kako ne bi došlo do oštećenja objekata. 

##### Uklanjanje kalcitnih i sikatnih naslaga=
Najčešće se ove naslage uklanjaju mehanički, bilo ručno bilo ultrazvučnim ili pneumatskim dlijetom. Tek ako ove metode nisu djelotvorne možemo pažljivo pokušati s kemijskim metodama uklanjanja istih. 

###### Uklanjanje željeznih i bakrenih oksida
Za uklanjanje smeđih do crnih mrlja od željeznog oksida ili plavozelenih mrlja od bakrenih spojeva najčešće se koristi EDTA otopina (3-20 %). Mogao bi se koristiti i amonij citrat 5%/pH 9 za mrlje od bakra, pH 3, 5 za mrlje od željeza. Mrlje od željeznog oksida mogu se ukloniti i vodik peroksidom 10 - 25%. 

##### Ljepljenje
Za keramiku poroznog crijepa koristimo bilo PVA ljepilo bilo posebno ljepilo Archaeocoll 2000N ili Mecosan LT-R. Može se koristiti i ugušćenu otopinu Paraloida B 72. Porculan i kameninu ljepimo Aralditom 2020. Za kamen se većinom koriste epoksidna ljepila. 

#### Tekstil
Vidi članak Konzervacija tekstila
Pod tekstilom prije svega podrazumijevamo tkane materijale no postoje i vrste tekstila od netkanog materijala, poput filca. . Kod arheoloških nalaza najčešće su tkanine od lana, konoplje, pamuka, vune i svile. 

##### Konzervacija
Konzervaciju ovog materijala treba uvijek voditi konzervator specijaliziran za ovaj materijal. Biljna su vlakna većinom od celuloze dok kod životinjskih prevladavaju bjelančevinaste tvari. 

##### Čišćenje
Koristi se destilirana voda. Eventualno se mogu dodati i neutralni detergenti. Može se koristiti i vodik peroksid u vidu 4% otopine. Kod jakog zaprljanja koristi se otopina od jedne litre destilirane vode, 60 mll 30% otopine vodik peroksida i 2, 5 gr natrijeva silikata otopljenog u 100 mll vruće destilirane vode.
Tekstil obojen vodotopivim bojiteljima čistimo pomoću nepolarnih otapala, primjerice white spirita ili trikloretilena te benzina. 

##### Sterilizacija
Najčešće se koriste timol i lizol.

#### Drvo
Vidi članak Konzervacija predmeta od drva
Drvo je kao organski materijal prije svega sačinjeno od lignina, hemiceluloze(20-30%) i celuloze(40 - 50%), te malih količina drugih tvari.

##### Konzervacija
Potopljeno drvo obično izgleda relativno stabilno, no izgled ovdje vara jer je isto vrlo slabo i lako se razgrađuje. Ovo je drvo daleko poroznije od normalnog, lignin i celuloza, iz istog su većim dijelom uništeni hidrolizom te anaerobnim bakterijama. Nipošto se ne smije dopustiti da se drvo počne sušiti, treba ga držati u vodi sve do početka konzervacije.

##### Čišćenje
Najčešće se i tu koristi voda te meke četke. Kalcitne naslage uklone se skalpelom. Metale uklanjamo pomoću neke helatirajuće otopine, najčešće EDTA.

###### Uklanjanje topivih soli
U principu primjenjuje se čista voda, uz dodatak sredstava za dezinfekciju. Može trajati i više godina. Voda se kontinuirano mijenja te se prati količina izlučenih soli.

##### Impregnacija
Impregnacija je integralni dio konzervacije iz vode izvađenih drvenih nalaza. U principu radi se o procesu uklanjanja vode iz objekta, te potom natapanju materijalom koji će poboljšati mehaničku stabilnost nalaza. Najčešće korištene metode su:
1. Polietilen glikol (PEG) metoda
2. Natapanje saharozom
3. Aceton- kalofonij metoda ( Zapaljivo! )
4. Alkohol-eter metoda ( Zapaljivo! )
5. Kamfor-alkohol metoda ( Zapaljivo! )
6. Kauramin 800 metoda ( ova se metoda dugi niz godina koristila u RGM u Mainzu )
7. Silikonsko ulje
8. Smrzavanje

## Školovanje konzervatora restauratora podvodnog arheološkog materijala u Hrvatskoj
U Hrvatskoj trenutačno nema specijalističkog školovanja za ovu vrstu materijala. U Splitu na Umjetničkoj akademiji postoji studij konzervacije restauracije arheoloških predmeta, te se tamo poučavaju i metode konzervacije predmeta podvodne arheologije. Međunarodni centar za podvodnu arheologiju u Zadru povremeno održava tečajeve konzervacije podvodnog arheološkog materijala. 

## Vanjske poveznice
1. Međunarodni centar za podvodnu arheologiju u Zadru
2. Conservation of underwater archaeological finds
3. Center for Maritime Archaeology and Conservation  Arhivirana inačica izvorne stranice od 21. rujna 2009. (Wayback Machine)
4. Archaeological Preservation Research Laboratory
5. Methods of Conserving Archaeological Material from Underwater Sites  Arhivirana inačica izvorne stranice od 8. svibnja 2015. (Wayback Machine)